# That's the Spirit
That's the Spirit —en español: Ese es el espíritu— es el nombre del quinto álbum de estudio de la banda británica Bring Me the Horizon. Fue lanzado el 11 de septiembre de 2015, y marca un sonido bastante alejado al de sus orígenes como una banda de metalcore.
El álbum debutó en el número uno en Australia y Canadá, el número dos en el UK Albums Chart de Reino Unido y el Billboard 200 de los Estados Unidos. El álbum recibió la aclamación universal de los críticos musicales.

## Antecedentes
La banda comenzó a trabajar en el álbum a finales de junio cuando comenzaron a promover imágenes de un símbolo de un paraguas, todo en forma de tatuajes, pegatinas y carteles publicado alrededor de Inglaterra, que más tarde se reveló como un símbolo de promoción para los primeros sencillos del álbum. La banda más tarde dio a conocer un vídeo de corta duración a principios de julio, donde las palabras "Ese es el espíritu" se habla en sentido inverso. El 13 de julio, la banda anunció que habían dejado su sello anterior Epitaph Records y firmado con Columbia Records.
En una entrevista con NME, Oliver Sykes confirmó que el álbum sería llamado That's the spirit. Sykes también mencionó varios títulos de las canciones del nuevo álbum algunas de las cuales incluyen: "True Friends", "Avalanche", "Throne" y "Blasphemy".

## Escritura y grabación
El teclista Jordan Fish interpretó el papel de productor del álbum junto con Oliver Sykes, considerando innecesario un productor externo. La banda también contrató a un entrenador físico personal durante el proceso de grabación del álbum.

## Composición

### Influencias, estilo y temas
En una entrevista con NME, Sykes dijo que el álbum es un álbum conceptual suelto sobre los estados de ánimo más oscuros de la vida, como la depresión, y una forma de restarle importancia. Citó a las bandas de rock alternativo como Jane's Addiction, Panic! at the Disco, Interpol y Radiohead como influencias para el nuevo álbum. Jon Wiederhorn de Rolling Stone declaró que el álbum marca un cambio para Bring Me the Horizon de un sonido "innegablemente arraigado en el metal" a un "sonido lleno de dinámicas de reflujo y flujo inspirado por el rock indie, la música alternativa y el pop" en una "evolución del metalcore artístico al pop rock cinematográfico", y que suena más a Muse y Linkin Park que a Metallica y Lamb of God. De manera similar, Daniel Furnari de Blunt Magazine sugirió que "That's the Spirit ve a Bring Me The Horizon impulsar las cosas más allá que nunca con una colección de himnos de rock alternativo estándar para estadios más adecuados para Glastonbury que Warped Tour... Quizás por primera vez Bring Me The Horizon ha producido un disco sin retrocesos a los días de la Suicide Season de escandalosas llamadas de mosh y locura con riffs desafinados".
Con características de la música electrónica, That's the Spirit ha sido considerado rock electrónico, rock alternativo y metal alternativo, arena rock, y hard rock álbum de varias plataformas en línea, como AllMusic, Toronto Sun y Blunt Magazine. Su estilo también ha sido descrito como pop rock por algunos críticos musicales. Sitios como The Guardian y St. Cloud Times lo han descrito como nu metal.

## Promoción y lanzamiento
El primer sencillo de la banda lanzado desde el álbum antes de su anuncio fue "Drown" el 21 de octubre de 2014. El segundo sencillo fue "Happy Song", lanzado el 12 de julio de 2015. El tercero fue "Throne", que fue acompañado con un video musical y el anuncio oficial de la lista de canciones y la portada del álbum. Fish explica que "Throne" refleja el estado mental actual del grupo tanto musical como emocionalmente, y va a decir que fue una de las canciones más sencillas que habían grabado, pero sintió que era una elección obvia para un sencillo debido a su pegadizo inmediato y nivel de energía. "True Friends", fue lanzado como sencillo el 22 de agosto junto con un video lírico oficial. También se lanzó en forma de vinilo de 7.ª edición limitada. El 16 de marzo de 2016 se estrenó un video musical de la canción "Follow You" a través del canal Vevo de la banda. Fue codirigido por el líder Oliver Sykes y Frank Borin. El 26 de febrero de 2016, también se lanzó como sencillo en forma de vinilo de edición limitada de 7". "Avalanche" fue lanzado como sencillo el 23 de junio de 2016, y se reproduce en el Big Weekend de Radio 1. También se estrenó un video musical en vivo para la canción. "Oh No" fue lanzado como el último sencillo de That's the Spirit el 18 de noviembre de 2016 en una versión de edición de radio. Su video musical fue dirigido por Isaac Eastgate y se estrenó a través de Rolling Stone el 3 de noviembre de 2016.
La banda organizó una presentación íntima de lanzamiento de álbum el 6 de septiembre de 2015 en el Rose Theatre, Kingston y se embarcó en una gira a lo largo de octubre de 2015 en América del Norte, que también contó con festivales estadounidenses como Aftershock Festival y Knotfest y fue apoyada por la banda de metal, Issues. y la banda de rock, PVRIS. La banda también realizó una gira europea en noviembre de 2015.

## Recepción

### Recepción de la crítica
Al igual que los dos últimos álbumes de la banda, That's the Spirit fue recibido con elogios de la crítica musical. En Metacritic (un sitio de recopilación de reseñas que asigna una calificación normalizada de 100 de los críticos de música), basado en 10 críticos, el álbum ha recibido una puntuación de 88/100, lo que indica "aclamación universal".
Daniel Furnari de Blunt Magazine escribió: "[That's the Spirit], Oli Sykes atraviesa cada enorme coro y cada verso contagioso con una confianza y delicadeza que te haría creer que ha estado cantando así durante años". Andy Biddulph de Rock Sound declaró que la banda sonó de la forma más lograda en el álbum, rebosante de ideas frescas y dice que ninguna otra banda incorpora sintetizadores y atmósfera en la música como lo hace la banda en este álbum en particular, comparando a la banda con gente como Linkin Park. James Christopher Monger de AllMusic declaró: "Lo más sorprendente es lo natural que se siente todo, pero eso se debe en gran parte a la recalibración de larga duración del sonido de la banda. Al ingresar a la corriente principal un miembro (álbum) a la vez, Bring Me the Horizon simplemente está cosechando lo que han sembrado, y los fanáticos de toda la vida ya deberían sentirse aclimatados al agua". Además de Linkin Park, Monger comparó los coros del álbum a Avenged Sevenfold, Thirty Seconds to Mars y Metallica de finales de la década de 1990.

### Elogios y reconocimientos
El álbum se ubicó en el número dos en la lista de las "10 grabaciones esenciales de 2015" de Alternative Press. Matt Crane de Alternative Press escribió que el álbum muestra una "evolución genuina de la banda". Llamó a "Happy Song" por proporcionar a la banda "potencial de rock-radio" y "Throne" como "una versión agresiva y exótica del rock sintético basado en el ritmo" que fue popularizado por Linkin Park. El álbum fue incluido en el número uno en la lista de los 50 mejores lanzamientos de Rock Sound de 2015. That's the Spirit fue nominado como álbum del año en los premios Alternative Press Music Awards 2016.
| Publicación | Reconocimiento      | Año  | Puesto |
| ----------- | ------------------- | ---- | ------ |
| NME         | NME's Álbum del Año | 2015 | 49     |

## Desempeño comercial
El 14 de septiembre de 2015, The Official Chart Update informó que That's the Spirit estaba en camino de debutar en la cima de la lista de álbumes del Reino Unido, con solo 1,000 copias por delante de Keep the Village Alive de Stereophonics. Sin embargo, cuatro días después, después de una de las batallas más cercanas de las listas de 2015, Keep the Village Alive venció a That's the Spirit al número uno por un margen de menos de 1300 copias, negando a Bring Me the Horizon su primer éxito en las listas.
El álbum también debutó en el número uno en Australia, lo que le dio a la banda su tercer álbum número uno consecutivo allí. That's The Spirit ha vendido 130.000 copias en los EE. UU. Hasta febrero de 2016.

## Lista de canciones
Todas las letras escritas por Oliver Sykes, toda la música compuesta por Bring Me the Horizon. 
| N.º | Título              | Duración |  |
| 1.  | «Doomed»            | 4:34     |  |
| 2.  | «Happy Song»        | 3:59     |  |
| 3.  | «Throne»            | 3:11     |  |
| 4.  | «True Friends»      | 3:52     |  |
| 5.  | «Follow You»        | 3:51     |  |
| 6.  | «What You Need»     | 4:11     |  |
| 7.  | «Avalanche»         | 4:22     |  |
| 8.  | «Run»               | 3:42     |  |
| 9.  | «Drown» (regrabada) | 3:42     |  |
| 10. | «Blasphemy»         | 4:35     |  |
| 11. | «Oh No»             | 5:00     |  |

## Personal
Todos los créditos son adaptados del álbum
Bring Me the Horizon
- Oliver Sykes – voz principal, producción
- Lee Malia – guitarras
- Jordan Fish – electrónicos, coros, teclados, ingeniero
- Matt Kean – bajo
- Matt Nicholls – batería

Personal adicional
- Maddie Cutter – chelo (1–5, 7, 10, 11)
- Emma Fish – voces adicionales (2)
- Nikos Goudinakis – asistente de ingeniería
- Al Grooves – ingeniero
- Will Harvey – violín (1–5, 7, 10, 11)
- Ted Jensen – masterización
- Dan Lancaster – mezcla
- Maxim Scott – obra de arte
- Sam Winfield – asistente de ingeniería

## Posicionamiento en lista
| Lista (2015)                            | Mejor posición |
| --------------------------------------- | -------------- |
| Alemania (Offizielle Top 100)           | 6              |
| Australia (ARIA)                        | 1              |
| Austria (Ö3 Austria)                    | 4              |
| Bélgica (Ultratop flamenca)             | 5              |
| Bélgica (Ultratop valona)               | 21             |
| Canadá (Billboard Canadian Albums)      | 1              |
| Dinamarca (Hitlisten)                   | 31             |
| Escocia (Scottish Albums Chart)         | 2              |
| España (PROMUSICAE)                     | 10             |
| Estados Unidos (Billboard 200)          | 2              |
| Estados Unidos (Top Alternative Albums) | 1              |
| Estados Unidos (Top Hard Rock Albums)   | 1              |
| Estados Unidos (Top Rock Albums)        | 1              |
| Finlandia (Suomen Virallinen Lista)     | 9              |
| Francia (SNEP)                          | 30             |
| Irlanda (IRMA)                          | 4              |
| Italia (FIMI)                           | 17             |
| Japón (Oricon)                          | 53             |
| Noruega (VG-lista)                      | 8              |
| Nueva Zelanda (Recorded Music NZ)       | 2              |
| Países Bajos (Album Top 100)            | 5              |
| Portugal (AFP)                          | 18             |
| Reino Unido (UK Albums Chart)           | 2              |
| Reino Unido (UK Rock & Metal Albums)    | 1              |
| Suecia (Sverigetopplistan)              | 3              |
| Suiza (Schweizer Hitparade)             | 8              |

| Lista (2015)                                    | Posición |
| ----------------------------------------------- | -------- |
| Australia (ARIA)                                | 37       |
| Bélgica (Ultratop Flanders)                     | 150      |
| Estados Unidos (Billboard Top Hard Rock Albums) | 15       |
| Estados Unidos (Billboard Top Rock Albums)      | 46       |
| Reino Unido (UK Albums Chart)                   | 60       |
| Lista (2016)                                    | Posición |
| Australia (ARIA)                                | 91       |
| Bélgica (Ultratop Flanders)                     | 110      |
| Estados Unidos (Billboard Top Rock Albums)      | 67       |
| Reino Unido (UK Albums Chart)                   | 96       |

## Certificaciones
| País           | Organismo certificador | Certificación | Ventas certificadas | Ref.   |
| -------------- | ---------------------- | ------------- | ------------------- | ------ |
| Alemania       | BVMI                   | Oro           | 100 000             | [ 93 ] |
| Australia      | ARIA                   | Platino       | 70 000              | [ 94 ] |
| Canadá         | Music Canada           | Oro           | 40 000              | [ 95 ] |
| Estados Unidos | RIAA                   | Oro           | 500 000             | [ 96 ] |
| Polonia        | ZPAV                   | Oro           | 10 000              | [ 97 ] |
| Reino Unido    | BPI                    | Platino       | 300 000             | [ 98 ] |
| Suecia         | GLF                    | Oro           | 20 000              | [ 99 ] |